# Années 1360
Les années 1360 couvrent la période de 1360 à 1369.

## Événements
- Vers 1360 : fondation de l'empire par [djolok] Ndiadiane Ndiaye[1].
- 1364-1365 : des marins dieppois installent des comptoirs sur les côtes de l’Afrique occidentale[2].
- 1368 : en Chine, à l'issue de la révolte des Turbans rouges, qui ravage également la Corée (1351-1368), la dynastie Ming prend le pouvoir. Après la perte de l'Iran, de la Transoxiane et de la Chine, l'Empire mongol est réduit en Asie à la Mongolie et au Mogholistan[3].

### Europe

L'Europe en 1360.

- 1360-1380 : secouée par les querelles intestines, la Horde d'or change quatorze fois de khan[4].
- 1360-1368 : la paix de Brétigny marque une pause dans la guerre de Cent Ans. À la suite de leur licenciement, les grandes compagnies ou compagnies d’aventure commettent des déprédation en France et en Italie[5]. Les Tard-Venus ravagent la Champagne, la Bourgogne, la Franche-Comté, le Beaujolais et le Lyonnais, puis menacent Avignon et les villes du Languedoc[6]. John Hawkwood est à la tête de sa Compagnie Blanche de mercenaires en Italie[7]. En 1366, le roi Charles V de France expédie en Castille les compagnies de routiers, qui ravageaient les campagnes, sous la conduite de Du Guesclin, pour soutenir Henri de Trastamare en lutte contre Pierre le Cruel. Les troupes royales sont mises en déroute à Najera (1367) et Du Guesclin fait prisonnier. Elles assurent la victoire d’Henri de Trastamare sur Pierre le Cruel soutenue par les Anglais à Montiel (1368)[8]. Charles V prend à son service les Compagnies qui ne sont pas passées en Espagne et les organise en armée permanente, ce qui lui permet de faire face aux Anglais à la reprise de la guerre[9].
- 1362-1365 et 1367-1370  : guerres maritimes entre la Hanse et le Danemark[10].
- 1362-1370 : Olgierd de Lituanie (Algirdas) chasse les Tatars de la région de Kiev[11]. Au nord, il s’empare de Smolensk et de Briansk[12].
- 1362-1364 : guerre entre Pise et Florence[13].

Situation des Espagnes médiévales et de la couronne catalano-aragonaise en 1360.

- 1366-1369 : guerre civile en Castille[8]. Henri de Trastamare, en lutte pour le trône contre son demi-frère Pierre le Cruel, permet aux foules urbaines de massacrer les Juifs, avant de se rendre maître lui-même des insurgés (1360-1370)[14].
- 1366 : annexion de la Ruthénie rouge par Casimir le Grand qui ouvre à la Pologne la route commerciale de la mer Noire par Lwów[15].

- 1369 : l’empereur byzantin Jean V Paléologue se rend en Occident, promettant de faire l’Union des Églises, mais sa conversion personnelle à Rome le 18 octobre 1369 ne lui apporte aucune aide militaire[16].

## Personnages significatifs

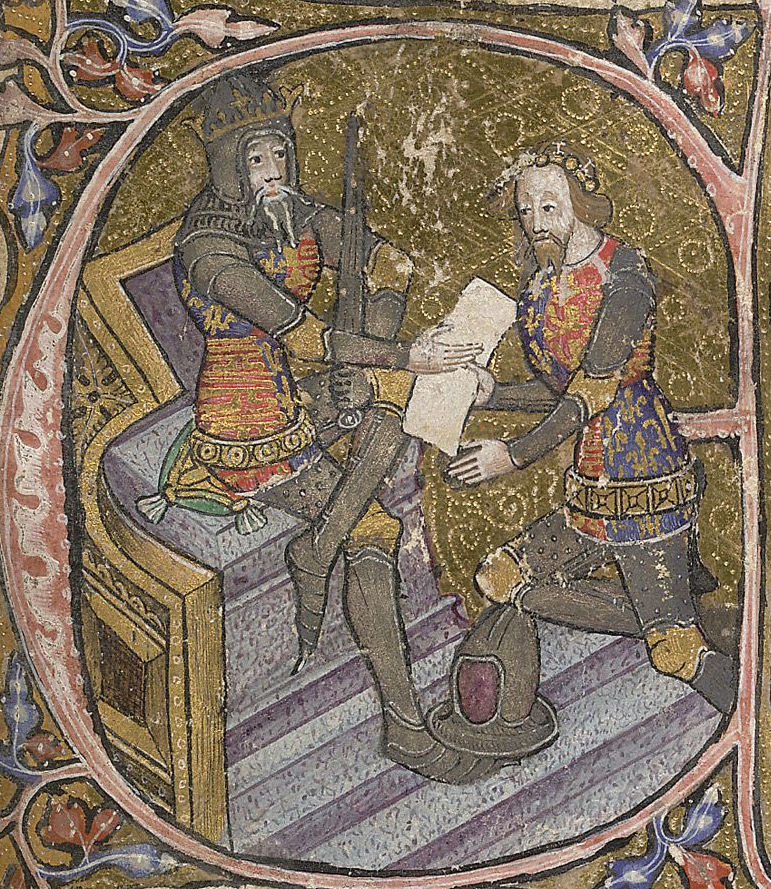
Édouard III d'Angleterre et son fils le Prince Noir

- Albert de Suède - Ibn Battûta - Boccace - Bogdan Ier le Fondateur - Bogusław V de Poméranie - Casimir III de Pologne - Lorenzo Celsi - Charles II de Navarre - Charles IV du Saint-Empire - Charles V de France - Marco Cornaro - David II d'Écosse - Dimitri III Constantinovitch - Dimitri IV de Russie - Édouard III d'Angleterre - Édouard de Woodstock - Étienne Marcel - Ferdinand Ier de Portugal - Fîrûz Shâh Tughlûq - Håkon VI de Norvège - Ivan Alexandre de Bulgarie - Jean Ier Le Meingre, dit Boucicaut - Jean II de France - Jean IV de Bretagne - Jean V Paléologue - Jeanne de Brabant - Jeanne Ire de Naples - Jeanne de Penthièvre - Galéas II Visconti - Bertrand Du Guesclin - Louis Ier de Hongrie - Murad Ier - Olgierd - Pétrarque - Pierre IV d'Aragon - Pierre Ier de Castille - Pierre Ier de Portugal - Philippe VI de France - Philippe II de Bourgogne - Saïfa-Arad - Stefan Uroš V - Tamerlan - Urbain V - Valdemar IV de Danemark - Venceslas Ier de Luxembourg - Zhu Yuanzhang